# Orden de San José
La Orden de San José u Orden del Mérito bajo el título de San José (Ordine del Merito sotto il titolo di San Giuseppe) fue una orden de caballería instituida por Fernando III de Toscana durante su reinado como gran duque de Wurzburgo, convirtiéndose después en una orden del gran ducado de Toscana.

## Historia
La orden fue fundada en 1807 como orden de caballería del gran ducado de Wurzbburgo, supuestamente con el objeto de que el gran duque reinante Fernando, antiguo gran duque de Toscana pudiese agraciar a Napoleón con la gran cruz de una orden propia. Posteriormente, tres años después de la restauración de Fernando III como gran duque de Toscana, en marzo de 1817 la orden fue convertida en la segunda orden del mismo, tras la Orden de San Esteban Papa y Mártir. Tras la desaparición del gran ducado de Toscana en 1859, la orden se convirtió en una orden dinástica que continúa otorgándose en nuestros días a personajes eminentes toscanos por parte del jefe de la Casa de Austria-Toscana.

## Clases
La orden cuenta desde su fundación con tres clases, que contaron desde su fundación con un límite de miembros:
- Caballeros grandes cruces: Limitados a 20 miembros.
- Comendadores: Limitados a 30 miembros.
- Caballeros: Limitados a 60 miembros.

Dentro de estos números no se contabilizan los soberanos, jefes de Estado, príncipes, cardenales y arzobispos toscanos. Todos los miembros de la orden han de profesar la religión católica, aunque en casos de mérito suficiente podrían recibirse en la Orden personas que profesasen otra religión.
El grado de caballero de gran cruz sólo podía ser concedido a las personas ya dotadas de la nobleza hereditaria. El grado de comendador podía ser concedido a nobles y en casos excepcionales a no nobles, concediendo a estos últimos el derecho a ser inscrito como noble en la ciudad más próxima a la residencia del mismo y en consecuencia concedía la nobleza hereditaria. Por último, el grado de caballero confería la nobleza personal.

## Insignias
La cruz de la orden consiste en una estrella de seis puntas, con sus brazos esmaltados de blanco. En el centro el medallón mostraba en el anverso una imagen dorada de San José, rodeada de un borde esmaltado en rojo con el lema de la orden. En el reverso del medallón están inscritas las cifras del titular de la orden y de su fundador, S.J.F. (Sancto Josepho Ferdinandus).

La forma de llevar las insignias era la siguiente según cada clase:
|           |            |                     |
| Caballero | Comendador | Caballero Gran Cruz |